# Antonio Duce Oliveros
Antonio Duce Oliveros (Ateca, España, 6 de julio de 1733-Valdivia, Chile, 16 de mayo de 1788) fue un arquitecto e ingeniero militar español.

## Biografía
Nacido en la villa de Ateca (Zaragoza) el 6 de julio de 1733 según consta en el registro parroquial, tomo 6 folio 528. Ingresó el 20 de marzo de 1755 en las Reales Compañías de Guardia de Corps como Ayudante de Infantería en la Compañía Flamenca, al mando en esos momentos del Duque de Bournonville y siendo rey Fernando VI.
En el año 1763 consigue plaza en el Real Cuerpo de Ingenieros, como Ingeniero Extraordinario (1763) e Ingeniero Ordinario (1770) participando en las obras hidráulicas que se llevaban a cabo en Cartagena. El 21 de febrero de 1764 es destinado a la plaza de Almería donde construye el castillo de San Juan de los Terreros.

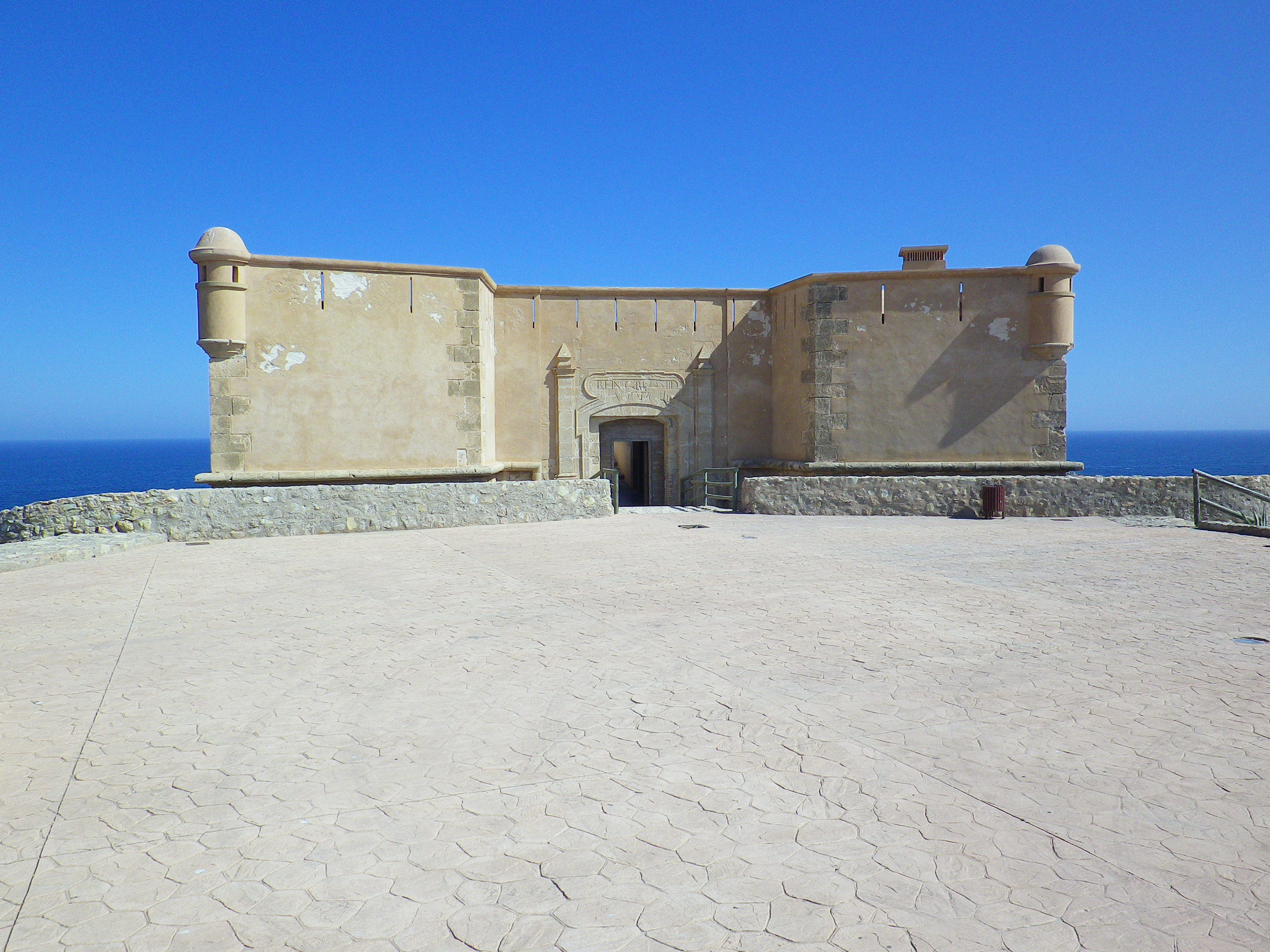
Castillo de San Juan de los Terreros.

Destinado nuevamente en Cartagena efectúa el plano general de los contornos de la plaza militar de Cartagena, para formar el nuevo proyecto de fortificación que está realizando Pedro Martín-Paredes Cermeño, quien dirige las obras.
Antonio Duce también es comisionado en el año 1769 para realizar plano y proyecto de los puertos y bahías de Almazarrón (actual Mazarrón) y la Asubia. De regreso nuevamente en Cartagena construye una batería, y obras provisionales de defensa de la ciudad, así mismo lleva el detall de las obras de fortificación y defensa de la ciudad de Cartagena.
Por Real Cédula de fecha 8 de octubre de 1773 es destinado a las obras de fortificación de la ciudad de Valdivia, en la  Capitanía General de Chile, bajo la supervisión del Virreinato de Perú.

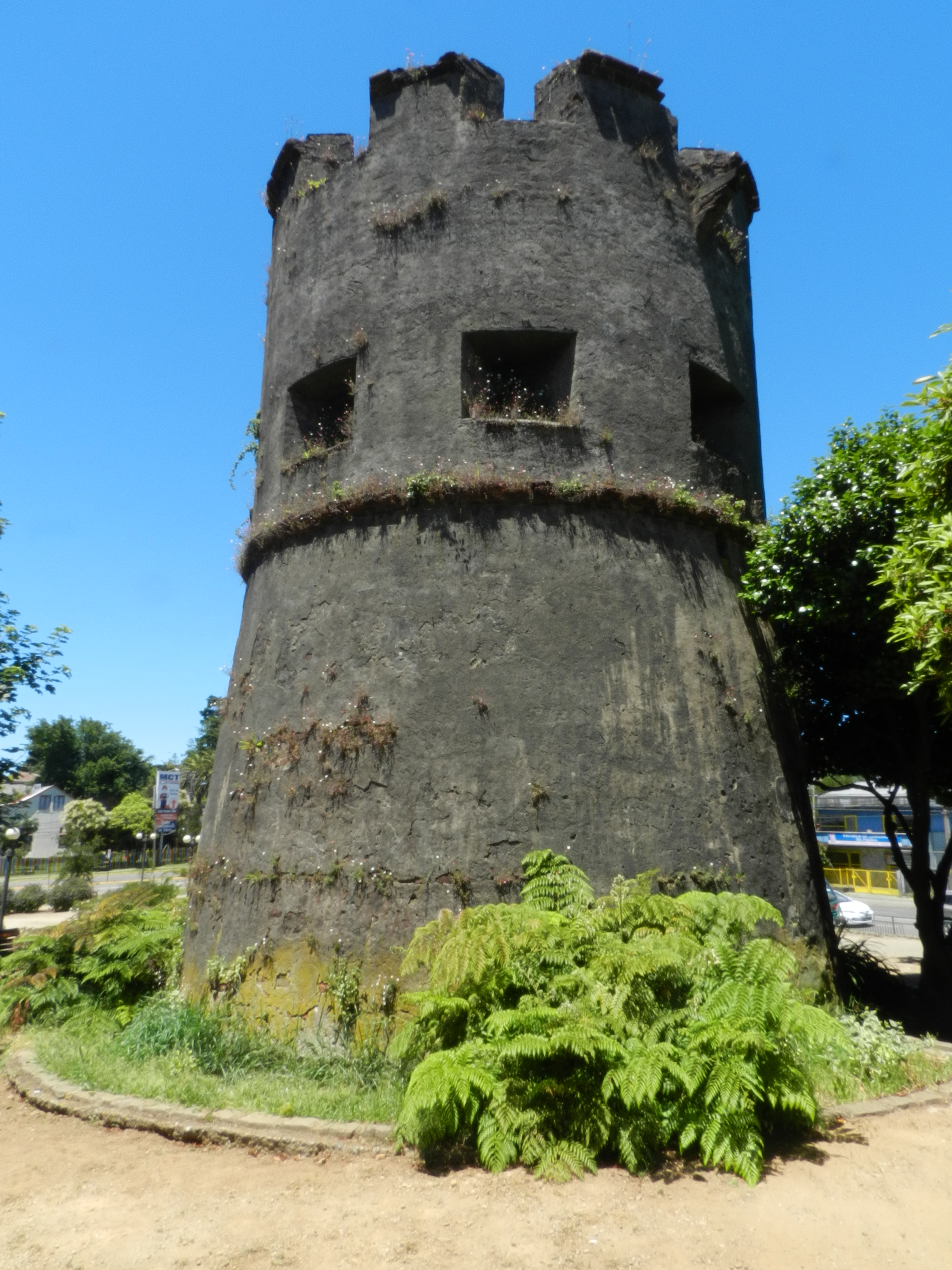
Torreón Picarte, Valdivia.

En Valdivia ejecuta varios edificios de interés de arquitectura civil, como viviendas pertenecientes a personalidades notables de la época en la ciudad. Sin embargo, las obras principales en la ciudad chilena serán la muralla o cerca de tierra (conocido hoy en día como el Muro de Duce o la Cerca de Duce), así como varias baterías de defensa construidas con motivo de la inminente Guerra con Inglaterra (años 1780-1799).

Toma de Valdivia (1820).

Concretamente durante su estancia en Valdivia realiza trabajos de refuerzo de los Castillos de la Bahía de Corral, los cuales presentaban daños por un fuerte terremoto ocurrido en el año 1737, así mismo realiza trabajos en el Castillo de Niebla arrasado por el mismo terremoto. En el año 1779 construye la Batería del Molino en la Bahía de los Molinos, la batería de El Piojo y la Batería de Chorocamayo Alto, realiza a su vez trabajos de reconstrucción de la Batería del Barro y en el Fuerte de la Aguada del Inglés. Los trabajos de fortificación de la ciudad se realizaron con urgencia debido a la próxima guerra con Inglaterra (1780-1799), así como los temores a incursiones indígenas, teniendo los ingleses entre sus objetivos principales en América del Sur a la ciudad de Valdivia por su valor estratégico.
Antonio Duce y Oliveros fallece en Valdivia, Chile, el 16 de mayo de 1788, teniendo en esos momentos el grado de teniente coronel del Real Cuerpo de Ingenieros.